# Дальнереченский
Дальнереченский — упразднённый посёлок в Зейском районе Амурской области. Исключен из учётных данных в 1979 году.

## География
Посёлок располагался на северном берегу Зейского водохранилища, в месте впадения в него безымянного ручья (бывший приток реки Мульмуга), на расстоянии примерно 23 километров (по прямой) к северо-западу от села Горный.

## История
По всей видимости посёлок должен был стать одним из населённых пунктов строителей БАМа. В частности он отмечен на административной карте Амурской области 1978 года на проектной трассе БАМа. Но в итоге трасса БАМа прошла значительно севернее посёлка.
Решением Амурского исполкома от 23 мая 1979 года года № 246, посёлок Дальнереченский исключен из учётных данных как несуществующее.